# Filmul arab
Filmul ocupă un loc aparte în cultura arabă, deși cinematografia din zilele noastre este incomparabilă cu cea a Epocii de Aur, filmul color fiind considerat ca o manifestare a unui cinematograf comercial grosolan. Panourile imense care domină peisajul urban într-un oraș precum Cairo reflectă locul pe care filmul îl ocupă în cultura psihică a lumii arabe. Criticii susțin că, în trecut, acest domeniu era populat de elita societății, dar a fost slăbit de anumite regimuri sociale, precum cel al lui Gamal Abdel Nasser. Media subliniază ideea că filmul alb-negru respecta mai multe valori morale decât filmul din zilele noastre.

## Scurt istoric
Filmul a fost inventat în Vest, la sfârșitul secolului al XIX-lea, perioadă în care părți importante din Orientul Mijlociu și din Magreb erau considerate colonii franceze, respectiv engleze. Două decenii mai tărziu, acordul Sykes-Picot a împarțit aproape întreaga lume arabă între cele două super-puteri. Rezultatul a fost o dependență politică și economică de durată, care, cu excepția Egiptului, a îngreunat crearea unei industrii naționale a filmului și dezvoltarea unui film arab. Multe țări arabe nu au produs filme până în momentul independenței. În Sudan, Libia, Arabia Saudită sau în Emiratele Arabe, producția este limitată chiar și în zilele noastre la filme de scurt metraj. În Bahrain, primul film a fost creat în 1989. La sfârșitul anilor ’70, Kuwait a produs două filme, unul dintre ele în parteneriat cu Sudanul. Algeria și Iraqul au produs aproximativ 100 de filme fiecare, Maroc în jur de 70, Tunisia 130 și Siria 150. Doar Egiptul a depășit aceste țări cu o producție de peste 2 500 de filme. Cinematografele arabe sunt, adesea, criticate pentru tendința către globalizare. Media sugerează faptul că, în trecut, filmul alb-negru era mai moral, deși, în realitate exista o mai mare libertate sexuală decat în zilele noastre.  Egiptul a fost țara care a produs cele mai multe versiuni proprii ale filmului din vest, asta și datorită relațiilor sale bune cu conducătorii coloniali britanici, spre deosebire de cele ale altor țări cu autoritățile franceze. Însă, antreprenorii din Egipt au depus eforturi pentru a pune bazele unei industrii naționale a filmului, astfel, acesta a început să promoveze filme egiptene, precum și dialectul egiptean. Deși a fost în declin din anii 1970 pană la jumătatea anilor 1990, acesta a renăscut cu ajutorul comediilor ce aparțineau de cultura joasă, care au făcut numeroase staruri printre tinerii actori. În mod ironic, naționalizarea studiourilor de film a început să diminueze creativitatea. În ciuda criticilor ce le-au fost aduse, aceste filme au fost apreciate de tânăra generație, întrucât promovează realități ale tineretului din zilele noastre.
Conflictele din Liban si Irak au dus la distrugerea industriei filmului în țările respective.
La sfârșitul anilor 1980, Egiptul producea 60 de filme pe an, dar până la jumătatea anilor 1990, acesta a ajuns să producă nu mai mult de 25 de filme pe an, spre deosebire de Iran, care are o populație similară cu cea a Egiptului și care produce 60 de filme pe an și deține, aproximativ 300 de cinematografe. Globalizarea își face, de asemenea, loc în filmul arab. Subiectele pe care acesta le abordează reflectă contactul din ce în ce mai crescut al regiunii respective cu viața de dincolo de barierele lumii arabe. Aceste filme cunosc o audiență mare și un profit uriaș, deși numărul lor este scăzut din cauza corupției sistemului. Filmele abordeză subiecte care reflectă contactul din ce în ce mai mare cu viața de dinafara lumii arabe, abordând subiecte precum chestiuni sexuale sau figuri politice. .

## Epoca de aur

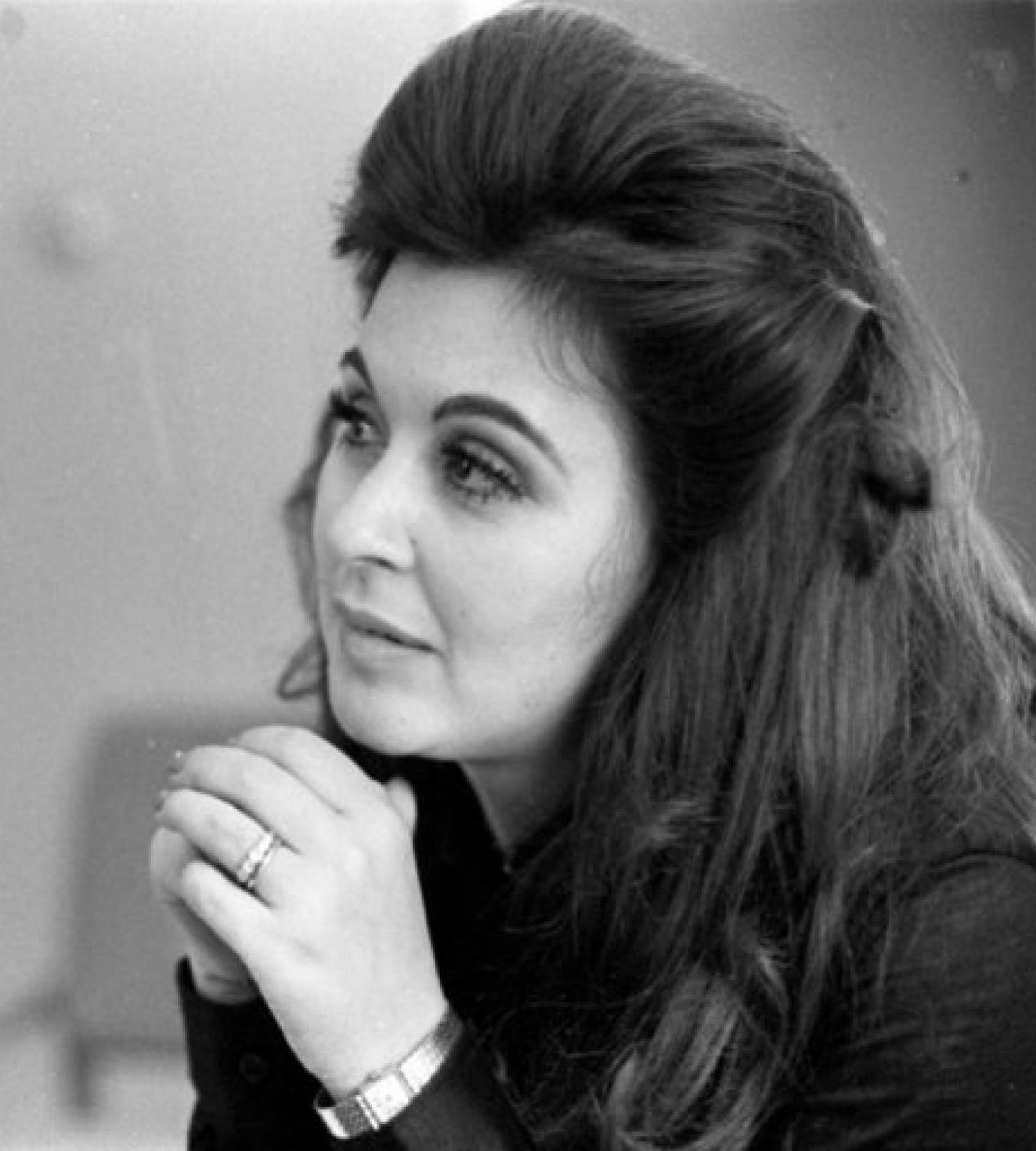
Suad Husni 1979

Majoritatea criticilor conchid că momentul de glorie al fimului egiptean a fost filmul Mumia al lui Shadi Abdel- Salam în anul 1969, acesta fiind considerat o contribuție a lumii arabe la industria filmului clasic și singura încercare serioasă a cinematografului de a critica direcția modernă a Egiptului și identitatea acestuia. Criticul Mustafa Darwish consideră că acest film reprezintă un set de simboluri despre problemele Egiptului modern, în relație cu trecutul său faraonic.
Mumia este filmată în timpul descoperirilor arheologice străine, în Teba, în anul 1881. Doi fii ai liderului unui clan, recent decedat, sunt șocați să descopere că de-a lungul generațiilor familia lor a trăit din profanarea mormintelor. Unul dintre băieți este omorât de către familie de teamă că acesta va dezvălui secretul arheologilor. Celălalt, fiind uimit de limba pe care o vorbeau strămoșii săi, lăsată pe pereții templului, decide să reușească unde fratele său a eșuat din respect pentru trecut. El este determinat să numere anii uitați și ignorați, găsind sens în monumentele Egiptului faraonic.
Cele trei decenii care i-au urmat acestui film, au fost martorele dezvoltarii unui cinematograf remarcabil, care a hrănit visele întregii lumi arabe. Starurile acestei periode sunt Soad Hosni (numită Cenușăreasa ecranului egiptean), Faten Hamama ( renumită pentru imaginea ei de femeie imorală), Laila Murad (ale cărei filme sunt apreciate și în zilele noastre datorită incocenței pe care o inspira), Tahiya Carioca ( renumită pentru belly dance ), Hind Rustum (considerată sex simbolul filmului arab) și celebra cântăreață Umm Khalthoum care a făcut șase filme între 1936-1947 și a fost gazda altor filme.
În această perioadă s-au produs sute de filme pe an, multe dintre ele fiind încă prezente în amintirea culturii populare de azi, iar altele încă fiind difuzate pe posturi TV în întreaga regiune. Printre câteva producții favorite se enumeră Widad, un musical în care a performat Umm Khultum, Determination (Al-Azima), un film cu care Egiptul și-a făcut debutul în filmul realist, ilustrând clasele sociale cele mai sărace din Egipt, A beginning and an End ( Bidaya wa Nihaya) o adaptare după Omar Sharif al lui Naguib Mahfouz.
Unele dintre aceste filme sunt considerate capodopere . Un exemplu este Dananir, în anul 1941, ce o înfățișa pe Umm Khultoum ca pe o fată cu o voce frumoasă în haremul califului abbasid, Harun al-Rashid. Acest film care implică atât cântatul cât și dansul ilustrează dansul fetelor de curte din epoca abbasidă. Multe dintre aceste filme sunt romantice sau comentarii sociale care abordează aspectele culturii tradiționale care impune reforme pentru a se potrivi statului modern.
Pe lângă filmele egiptene, un film care a strălucit este filmul algerian al lui Merzak Allouache din 1976, Omar Gatlato al-Rujla (Omar killed by Manliness). Omar este un tânăr sărman algerian, fără serviciu și care nu cunoaște prea bine femeile. Filmul ilustrează faptul că acesta este capabil să simtă iubirea și fericirea care îi sunt refuzate de statutul social. Prietenii săi îi oferă o casetă cu o fată care povestește diverse lucruri, iar acesta reușește să găsească aceea fată a cărei voce o aude pe casetă și de care este fermecat.
Cinematograful algerian a cunoscut un succes major datorită une serii de filme care îl înfățișau pe actorul Ahmed Rouiched, începând cu filmul Hassan Terro din 1967. Aceste filme foloseau satira pentru a deveni un nou trend cinematic, punând la îndoială filmele care abordau problema independenței.

## Filmul în anii '60
În ciuda globalizării, rămâne o diferență de bază în accentuarea elementelor care sunt importante în Vest și în lumea arabă. În 1998, un film al tânărului regizor libanez, Ziad Doueiri, a devenit primul film ce avea să fie difuzat în America de Nord, însă, acest film nu a avut deloc succes în spațiul arab. Filmul relatează povestea a doi adolescenți care au crescut în Beirut, în timpul războiului civil, iar felul în care aceștia își interpretează rolurile și dialectul utilizat sunt fără precedent în filmul arab. Cenzorii au un rol important în acest domeniu, ei fiind cei care hotărăsc ceea ce publicul ar trebui să vadă sau nu. Liberalismul relativ al Tunisiei este o decizie politică și corolarul este că nu există nici marjă pentru politică. În Egipt lucrurile stau altfel, aici existând o libertate limitată în abordarea subiectelor politice. Codul moral strict al Egiptului în ceea ce priveste filmul reprezintă o încercare a statului de a calma conservatorismul religios.
Regizorul egiptean, Inas al-Degheidy, a creat un film în anul 1996, Istakoza, o comedie care nu este pe placul publicului egiptean, avându-l în rol principal pe actorul Ahmed Zaki, care era îndrăgostit nebunește de actrița Raghda. Filmul a avut drept scop să atace orgoliul publicului masculin, acesta fiind creat de o femeie. Degheidy este considerată cel mai libertin regizor al lumii arabe, o femie condusă de furie deoarece impune un cod moral dezinhibat și care ar fi gata să distrugă toate tabuurile din această lume.
Aceasta susține că nu ar trebui să existe cuvăntul ayb în artă și că, din păcate, oamenii consideră arta ca ayb sau ḥarām, asta deși arta și religia sunt două lucruri diferite.
Politica a impus, de asemenea, realități crude în lumea filmului. Înființarea statului Israel și exodul comunităților evreiești din lumea arabă către noul stat, care a culminat în Egipt după războiul din 1956, a distrus cariera Leilei Murad, din cauza faptului că era evree. Nici măcar căsătoria cu un musulman nu a ajutat-o pe aceasta, găsindu-și sfârșitul în Cairo, în anul 1996, falită și singura, în ciuda faptului că filmele sale și melodiile sale nemuritoare despre speranță și inocență sunt prezente la TV ca exemple ale filmului arab clasic.
Pe vremuri, lumea filmului a fost martoră fenomenului în care, simțindu-se vinovate pentru faptul că au cochetat cu această industrie, femeile se pocăiau. Valul a început către sfârșitul anilor 1970, când trendul islamist era în creștere în mai multe țări arabe, debutând cu actrița de origine siriană, Shams al-Baroudy, starul filumului Hammam al-Malatily ( The Malatily Bathhouse). A fost urmată de actrița aparținând Epocii de aur, Shadia, la mijlocul anilor 1980 și de altele precum: Sahar Hamdy, Mona Abdel-Ghani, Shahira.

## Filmul comercial al egiptenilor
Cinematograful egiptean a cunoscut o renaștere la sfârșitul anilor 1990, aceasta datorându-se, în parte, dezvoltării canalelor prin satelit și a capitalului investit în industria muzicală, dar și datorită unei încurajări limitate ale guvernului și a unei populații tinere în creștere care cauta noi figuri și noi filme. Astfel, Egiptul continuă să domine cinematografia arabă și în anii 2000, majoritatea regizorilor fiind pregătiți la Cairo Higher Cinema Institute, și lucrând un an sau doi ca asistenți înainte de a crea primul film. Cinematografia din Egipt are o poveste impresionantă, cu peste 3000 de filme realizate începând cu jumătatea anilor 1920 de aproximativ 400 de către regizori. În anii 2000, au fost realizate 330 de filme de către 120 de regizori.
Actorul de comedie, Mohammad Heneidy care a apărut într-un rol de sprijin alături de cântărețul pop, Mohammed Fouad, a devenit brusc celebru. Producătorii au realizat că un actor tânăr cu o popularitate imensă ar fi formula potrivită pentru a crește veniturile din această industrie. Anul următor, Heneidy a apărut î  An Upper Egyptian at the American Univeristy care a doborât recordurile anterioare, ajungând la venituri de 8 milioane de dolari. Filmul său, Hamam in Amsterdam (1999), în care își îndeplinește visul de a migra în Europa, a fost, de asemenea, de mare succes.
Înainte de noile filme de comedie, cinema-ul arab a fost dominat de actorul egiptean, Adel Imam, și, într-o mai mică măsură de actrița egipteană, Nadia al-Gindy. Imam a fost cel mai bine plătit actor al lumii arabe, iar Gindy a fost supranumită nağmatu l-ğamāhīri (stea a maselor). Imam a dominat industria cinema-ului în anii 1990, jucând într-o serie de comedii politice ce atacau grupurile radicale islamiste, fapt ce a condus la un război deschis cu statul. Gindy, pe de altă parte, este faimoasă pentru o serie de roller-coast-uri emoționante, rolurile sale împarțindu-se în trei categorii: femeia care a urmat căi greșite, femeia avidă de putere materială și femeia cruciadă. Criticii o acuză de vulgaritate, de faptul că este o femeie ieftină și de faptul că folosește sexul ca pe o armă. Aceasta a jucat în filme precum The Woman Who Shook the Throne of Egypt (Imra’a Hazzat Arsh Misr), dar și în fime în care se lupta cu diverși agenți ai Mossad-ului.

## Filmul nord-african
Ceea ce suscită interesul publicului arab în zilele noastre, sau îl lasă indiferent este o chestiune ce ține de industria locală. Filme precum Araq al-Balah (Date wine) din 1998, deși sunt bine primite în afară și au succes la festivalurile internaționale, în Egipt nu întâlnesc același succes. Filmul lui Dawoud Abdel-Sayed, Ard al-Khof (Land of Fear) a fost nominalizat la categoria ,,Cel mai bun film străin’’ din anul 2001 la premiile Academy Awards , dar acasă a atins un succes limitat. Mohammed Khan a înregistrat un succes major pentru cinematograful independent cu filmul său din 2004 Klepthy (Thief), primul cel mai important film al lumii arabe folosind cameră digitală, dar Khan a preferat să-l vândă televiziunilor arabe.
Ferid Boughedir este considerat cel mai bun regizor al lumii arabe, asta deși este cunoscut doar pentru două trilogii și pentru încă alte două filme care au urmat acestora. Filmul lui Boughedir din 1989, Halfaouine, ilustrează un tânăr care spionează femeile de pe acoperișuri și în băi publice, acesta fiind singura sa cale de acces la lumea retrasă a femeilor. Paleta lucioasă și plină de culoare a lui Bougheidir adaugă la simțul vizionării o pictură orientalistă care prinde viață. Filmul său, Seif fi Halqi al-Wadi (Summer in La Goulette) a înregistrat un succes comercial în Tunisia. Acesta a fost făcut cu capital fracez, așa cum au fost făcute multe filme din nordul Africii aflate sub ocupație. Cinematograful lor are capital francez și mulți actori și regizori pe jumătate francezi.
Mulți regizori din Liban au experimentat această influență, fiind cu un picior în lumea francofonă și cu altul în lumea arabă.
În opinia lui Bougheidir, Tunisia a urmat o politică progresivă de cenzură în problemele sexuale, fapt care i-a încurajat pe regizori să să creeze un anumit tip de filme.
Boughedir face pentru Tunisia ceea ce Ahlam Mostaghanemi face pentru Algeria în romanul său Dhakirat al-Jasad (Memory on the flesh) primul roman postindependent în limba arabă, scris de o femeie algeriană.
În satira sa, Summer in La Goulette, Boughedir a contestat în mod subtil aranjamentele arabe și israeliene cu privire la evreii care au părăsit țările arabe pentru statul evreu în anii ce i-au urmat creației sale, în 1948. La Goulette este un cartier de coastă din Tunis , unde comunități străine, inclusiv evrei trăiau în epoca colinială. Mesajul filmului, acela că muslumanii care au trăit în țări arabe provin din aceeași pătură culturală ca arabii, i-a contrariat pe evrei și a fost greșit înțeles de către arabi.

## Personalități
- Rushide Abaza (1927-1982)

Abaza a fost unul dintre cei mai mari actori egipteni din 1950 până în 1970, mama sa fiind de origine italiană, iar tatăl său egiptean. Prima parte a activității sale a avut loc în anii ’60, atunci când a început o serie de treisprezece filme. Spre deosebire de mai mulți actori ai aceleași perioade, acesta a debutat în cinematografie, fara să aibă legături cu lumea teatrului sau experiență în acest domeniu. A murit la numai 55 de ani, în 1982.
- Shadi Abdel-Salam (1930-1986)

Regizor egiptean, apreciat de către critici și alți intelectuali ai Egiptului modern, datorită Filmului Mumia din 1969, cunoscut și ca "The night of countig stars". Filmele acestuia îmbinau iubirea pentru Egiptul antic cu un ochi format pentru detaliu și cu abilitățile sale tehnice pe care le-a dobândit ca designer de costume în producții americane și italiene. A murit în anul 1970.
- Yousef Chahine (1926-2008)

Cel mai cunsocut regizor arab în străinătate, datorită ecranizării filmelor sale la festivaluri internaționale, în special la Cannes. Acesta este singurul regizor al epocii sale care a studiat în America. Filmele sale au cuprins realități ale epocii nasiriste, realism social, precum și proteste împotriva islamului, filmele sale fiind cele mai critice din întreaga lume arabă. În prezent, este considerat un maestru al cinematografiei arabe, iar invitațiile sale către diverși actori de a apărea în filmele pe care le produce, sunt considerate o cale sigură către succes.
- Nadia Al-Gindy (n. 1946)

Una dintre cele mai prolifice actrițe ale Egiptului, care a performat in filme comerciale încă din anii ’60. Aspectul ei distinctiv și rolurile de femeie drăguță pe care le-a interpretat au facut-o ce mai faimoasă actriță a ultimilor treizeci de ani. A devenit faimoasă în urma rolului său de dealer de droguri, unde întruchipa femeia fatală în telenovela The Whirlpool ( Al-Dawwama). A fost căsătorită pentru o vreme cu unul dintre cele mai mare staruri ale Epocii de Aur a filmului, Emad Hamdy.
- Laila Murad (1918-1995)

Cântăreță și actriță cu origini atât evreiești cat și egiptene acesasta a fost star-ul numărul unu la sfârșitul anilor ’30, începutul anilor‚’40. Odata cu înființarea statului Israel, în 1948, zilele ei ca star al cinematografiei arabe au început să fie numărate. S-a retras în anul 1956, când a avut loc războiul dintre Marea Britanie, Franța și Israel cu Egiptul. Aceasta a murit în sărăcie în 1995, în Cairo.